# 10 złotych 1970 Byliśmy-Jesteśmy-Będziemy
10 złotych 1970 Byliśmy-Jesteśmy-Będziemy – okolicznościowa moneta dziesięciozłotowa, wprowadzona do obiegu 9 maja 1970 r. zarządzeniem z 23 marca 1970 r. (M.P. z 1970 r. nr 10, poz. 88), wycofana 1 stycznia 1978 r. zarządzeniem Ministra Finansów z dnia 21 maja 1977 r. (M.P. z 1977 r. nr 14, poz. 79).
Monetę wybito z okazji dwudziestej piątej rocznicy powrotu do macierzy ziem zachodnich i północnych.

## Awers
W centralnym punkcie umieszczono godło – orła bez korony, pod jego łapą znak mennicy w Warszawie, po obu stronach napis „10 ZŁ”, na piersi tarcza z orłem piastowskim, całość otoczona napisem „POLSKA RZECZPOSPOLITA LUDOWA 1970”.

## Rewers
Na tej stronie monety znajduje się słup graniczny PRL, obok siedem herbów, pod spodem napis „1945–1970”, a dookoła napis „BYLIŚMY•JESTEŚMY•BĘDZIEMY”.

## Nakład
Monetę bito w Mennicy Państwowej, w miedzioniklu, na krążku o średnicy 28 mm, masie 9,5 grama, z rantem ząbkowanym, w nakładzie 2 000 000 sztuk, według projektu Jerzego Jarnuszkiewicza.

## Opis
Dziesięciozłotówka była jedną z trzynastu dziesięciozłotówek obiegowych z okolicznościowym wizerunkiem bitych w latach 1964–1972 w Mennicy Państwowej, na krążkach o dwóch średnicach:
- 31 mm (1964–1965), 4 typy oraz
- 28 mm (1966–1972), 9 typów.

Okolicznościowe dziesięciozłotówki jeszcze w pierwszej połowie lat siedemdziesiątych dwudziestego wieku, w obrocie pieniężnym występowały dość powszechnie, ze względu na fakt, że stanowiły ponad 17 procent całej emisji dziesięciozłotówek będących w obiegu (w roku 1973).
Moneta została wycofana z obiegu przez NBP w wyniku systemowej redukcji średnicy dziesięciozłotówek do 25 mm w związku z wprowadzeniem do obiegu monet o nominale 20 złotych i średnicy 29 mm.

## Wersje próbne
Istnieje wersja tej monety należąca do serii próbnej w niklu z wypukłym napisem „PRÓBA” wybita w nakładzie 500 sztuk oraz wersje próbne technologiczne:
- w miedzioniklu z napisem „PRÓBA” (20 sztuk),
- w miedzioniklu z rantem gładkim, bez napisu „PRÓBA” (10 sztuk),
- w srebrze (300 sztuk).

W serii próbnej niklowej wybity został konkurencyjny projekty dziesięciozłotówki – DWUDZIESTOPIĘCIOLECIE POWROTU DO MACIERZY.